# Nemum bulbostyloides
Nemum bulbostyloides là loài thực vật có hoa trong họ Cói. Loài này được (S.S.Hooper) J.Raynal mô tả khoa học đầu tiên năm 1973.